# Matthew Robertson
Matthew Robertson, född 9 mars 2001, är en kanadensisk professionell ishockeyback som är kontrakterad till New York Rangers i National Hockey League (NHL) och spelar för Hartford Wolf Pack i American Hockey League (AHL).
Han har tidigare spelat för Edmonton Oil Kings i Western Hockey League (WHL).
Robertson draftades av New York Rangers i andra rundan i 2019 års draft som 49:e spelare totalt.

## Statistik
| 2014–2015  | Sherwood Park Flyers U15  | AMBHL      | 31  | 2  | 10 | 12  | 14  | —  | — | — | — | —  |
| 2015–2016  | Sherwood Park Flyers U15  | AMBHL      | 32  | 7  | 20 | 27  | 8   | 7  | 3 | 1 | 4 | 4  |
|            | Sherwood Park Squires U16 | AMMHL      | 3   | 0  | 1  | 1   | 0   | —  | — | — | — | —  |
| 2016–2017  | Sherwood Park Kings U18   | AMHL       | 29  | 5  | 11 | 16  | 6   | 8  | 0 | 3 | 3 | 6  |
|            | Edmonton Oil Kings        | WHL        | 7   | 0  | 1  | 1   | 2   | —  | — | — | — | —  |
| 2017–2018  | Edmonton Oil Kings        | WHL        | 67  | 7  | 17 | 24  | 44  | —  | — | — | — | —  |
| 2018–2019  | Edmonton Oil Kings        | WHL        | 52  | 7  | 26 | 33  | 26  | 16 | 4 | 4 | 8 | 10 |
| 2019–2020  | Edmonton Oil Kings        | WHL        | 60  | 13 | 34 | 47  | 52  | —  | — | — | — | —  |
| 2020–2021  | Edmonton Oil Kings        | WHL        | 22  | 4  | 18 | 22  | 22  | —  | — | — | — | —  |
| 2021–2022  | Hartford Wolf Pack        | AHL        | 65  | 1  | 10 | 11  | 36  | —  | — | — | — | —  |
| 2022–2023  | Hartford Wolf Pack        | AHL        | 57  | 5  | 18 | 23  | 36  | —  | — | — | — | —  |
| 2023–2024  | Hartford Wolf Pack        | AHL        | 68  | 4  | 17 | 21  | 49  | 10 | 0 | 1 | 1 | 23 |
| 2024–2025  | New York Rangers          | NHL        | 1   | 0  | 0  | 0   | 0   | —  | — | — | — | —  |
|            | Hartford Wolf Pack        | AHL        | 60  | 1  | 24 | 25  | 55  | —  | — | — | — | —  |
| NHL totalt | NHL totalt                | NHL totalt | 1   | 0  | 0  | 0   | 0   | —  | — | — | — | —  |
| AHL totalt | AHL totalt                | AHL totalt | 250 | 11 | 69 | 80  | 176 | 10 | 0 | 1 | 1 | 23 |
| WHL totalt | WHL totalt                | WHL totalt | 208 | 31 | 96 | 127 | 146 | 16 | 4 | 4 | 8 | 10 |

### Internationellt
| Källa: Uppdaterad: 2025-04-15 | Källa: Uppdaterad: 2025-04-15 | Källa: Uppdaterad: 2025-04-15 |         | Utv = Utvisningsminuter | Utv = Utvisningsminuter | Utv = Utvisningsminuter | Utv = Utvisningsminuter | Utv = Utvisningsminuter |
| År                            | Lag                           | Mästerskap                    | Matcher | Mål                     | Assists                 | Poäng                   | Utv                     |                         |
| ----------------------------- | ----------------------------- | ----------------------------- | ------- | ----------------------- | ----------------------- | ----------------------- | ----------------------- | ----------------------- |
| 2018                          | Kanada                        | U18-VM                        | 5       | 0                       | 2                       | 2                       | 0                       |                         |
| 2018                          | Kanada                        | Hlinka Gretzky                | 5       | 2                       | 2                       | 4                       | 2                       |                         |
| Junior totalt                 | Junior totalt                 | Junior totalt                 | 10      | 2                       | 4                       | 6                       | 2                       |                         |